# 법랑질형성부전
법랑질 형성부전증(Amelogenesis imperfecta, AI)은 치아 치관의 외층인 법랑질이 부진하게 형성되는 선천적 질병이다. 법랑질 저형성증(enamel hypoplasia) 중에서도 특히 유전적 요인에 의한 것을 뜻하며, 법랑질 기질의 구조단백질인 아멜로제닌, 에나멜린과 아멜로블라스틴 등의 돌연변이로 인한 기능장애로 법랑질이 비정상적으로 형성되면서 발병한다. 표현형과 유전형에 따라 크게 저성형성, 저석회화형, 저성숙형 등으로 분류된다.
법랑질 형성부전증의 가장 큰 증상은 법랑질이 없어 연갈색의 상아질이 보이는 것으로, 치아 색상이 노란색, 갈색 또는 회색으로 변한다. 치아를 보호하는 법랑질이 정상적으로 형성되지 않아 충치 등의 질병에 쉽게 노출된다. 치료에는 복합레진 수복이나 피복관 등이 사용된다.
인류사에서 가장 오래된 법랑질 형성부전증은 파란트로푸스 로부스투스와 같이 멸종한 고인류종에서부터 관찰된다.